# Tallholmen, Pyttis
Tallholmen är en ö i Finland. Den ligger i Finska viken och i kommunen Pyttis i landskapet Kymmenedalen, i den södra delen av landet. Ön ligger omkring 20 kilometer väster om Kotka och omkring 94 kilometer öster om Helsingfors.
Öns area är 6 hektar och dess största längd är 0,6 kilometer i öst-västlig riktning.